# 742 км
742 км — железнодорожная казарма (тип населённого пункта) Инзенского района Ульяновской области России. Входит в состав Сюксюмского сельского поселения. По переписи 2010 года проживало 3 человека.

## География
Находится у железнодорожной линии Инза-Сызрань на расстоянии примерно 11 километров на юго-восток по прямой от юго-восточной границы районного центра города Инза.

## История
Населённый пункт появился при строительстве железной дороги. В селении жили семьи тех, кто обслуживал железнодорожную инфраструктуру.
В 1990-е годы работало отделение коопхоза «Сюксюмский».

## Население
| 2010 |
| ---- |
| 3    |

### Национальный состав
Согласно результатам переписи 2002 года, в национальной структуре населения русские составляли 100 % из 2 чел..

## Инфраструктура
Основа экономики — обслуживание путевого хозяйства Куйбышевской железной дороги. Действует платформа 742 км.

## Транспорт
Доступен автомобильным и железнодорожным транспортом. Проходит автодорога регионального значения 73К-1430.